# ديتليف كون
ديتليف كون هو قانوني وسياسي ألماني، ولد في 16 نوفمبر 1936 في بوتسدام في ألمانيا. نشط حزبياً في الحزب الديمقراطي الحر.

## وصلات خارجية
- ديتليف كون على موقع مونزينجر (الألمانية)